# Louisa Krause
 (avril 2019).
Si vous disposez d'ouvrages ou d'articles de référence ou si vous connaissez des sites web de qualité traitant du thème abordé ici, merci de compléter l'article en donnant les références utiles à sa vérifiabilité et en les liant à la section « Notes et références ».
Pour les articles homonymes, voir Krause.
Louisa Krause, née à Falls Church (Virginie, États-Unis) le 20 mai 1986, est une actrice américaine.

## Filmographie partielle

### Au cinéma
- 2007 : The Speed of Life : Jule
- 2007 : Les Babysitters : Brenda Woodberg
- 2008 : Communion : Dolly
- 2009 : Hôtel Woodstock (Taking Woodstock) : fille hippie
- 2009 : Toe to Toe : Jesse
- 2011 : The Disarticulation of Sarah Danner : Sarah Danner
- 2011 : Number Nine
- 2011 : Dog Hair
- 2011 : Return : Shannon
- 2011 : Martha Marcy May Marlene de Sean Durkin : Zoe
- 2011 : Young Adult : fille au comptoir de réception
- 2012 : King Kelly : Kelly
- 2012 : Double or Nothing : Becca
- 2013 : Bluebird : Marla
- 2014 : The Heart Machine : Jessica
- 2014 : Tzniut : Rivka
- 2014 : The Mend : Elinor
- 2014 : Gabriel : Sarah
- 2015 : Ava's Possessions : Ava
- 2015 : Bare de Natalia Leite : Lucille Jacobs
- 2015 : The Confines : Streak
- 2015 : Jane Wants a Boyfriend : Jane
- 2016 : The Phenom : Candace Cassidy
- 2016 : You Can't Win : Irish Annie
- 2016 : Donald Cried : Kristin
- 2016 : Dog Eat Dog
- 2016 : The Great & The Small : Nessa
- 2016 : We've Forgotten More Than We Ever Knew : The Woman
- 2016 : The First : Lottie Pickford
- 2016 : Nebraska Horizon : Reporter
- 2018 : Skin de Guy Nattiv
- 2019 : Dark Waters de Todd Haynes : Karla
- 2023 : Qui a tué Maggie Moore(s) ? (Maggie Moore(s)) de John Slattery : Maggie Moore

### À la télévision
2017 : The Girlfriend Experience : Anna Greenwald